# 澎湖之役 (1895年)
乙未澎湖戰役（另稱1895年澎湖戰役）是甲午戰爭後期清朝及大日本帝國和談期間，日本為了控制南中國海及獲得在和談時可要求割讓臺灣之藉口而發動的戰役。1895年，清朝大臣李鴻章與日本首相伊藤博文在日本赤馬關馬關港（今下關港）第二次和談時，日本不願將臺灣澎湖納入停戰範圍，第三次會談時日相伊藤博文才正式將日軍攻打澎湖之事告知李鴻章。
日本在攻陷威海衛（1895年2月2日）之前，便有攻下澎湖當作海軍基地，殲滅清朝在南中國海的艦隊的打算，於1895年1月13日便下令伊東祐亨準備攻澎。日方於1895年2月初組成進攻澎湖的陸軍混成支隊，但從實際登陸到攻佔澎湖只花了三天的時間。同年5月至11月的臺灣乙未戰爭中，已為日本控制的澎湖便成為日軍集結軍力進攻臺灣本島南部地區的基地。

## 戰役前

### 背景
據日方說法，1894年8月時日軍大本營已擬定冬季作戰方針，決定在冬天進攻佔領臺灣，但因為顧忌清朝北洋水師在威海衛的殘餘軍力，而且日軍也有在直隸平原（即海河平原）進行決戰的打算，所以並未實施此一計劃。而後日軍打算在1894年12月進攻威海衛時，為了怕北洋水師殘艦會事前逃往南方，所以有提前到南方海面佈署艦隊的想法，但最後此計劃也沒有進行。
1895年1月13日，日軍大本營又決定在攻佔威海衛後要編組一支艦隊配屬一支陸軍支隊去攻佔澎湖作為基地，以殲滅清朝在南方的剩餘艦隊並緝捕走私戰時管制物的船隻，並於隔天參照所得到的情資進行編組，最後組成的南方派遣艦隊於3月12日集結於佐世保軍港，因天候不佳，直到3月15日才出發。
而在臺灣方面，自1894年7月25日豐島海戰後，清朝曾派福建水師提督楊歧珍、廣東南澳鎮總兵劉永福來臺守禦，其中劉永福約在1894年8月（農曆七月）率廣勇兩營到臺北，增募六營，而楊歧珍在之後（八月時）率十營兵力前來。此外南洋水師也曾應巡撫邵友濂之請，派「南琛」、「威靖」兩艦前來，於7月14日抵達，但後來「威靖」又返回南洋水師總部。末任臺灣巡撫唐景崧曾在光緒二十一年正月（1895年1、2月）上奏防務辦理情形，提到「夫爭臺灣者，必爭澎湖，蓋以澎湖可泊兵船，以為根據。若我不能保澎湖，則臺灣陷於孤立，其勢難守。」故已竭力將糧餉軍裝運往澎湖，強化戰力。
而在澎湖之役發生前，1895年2月中旬，在日本的外籍記者幾乎都以為日軍將在3月進攻北京，僅美國紐約論壇報記者約翰·庫克立爾（John Cockerill）認為日本不管是以武力佔領或條約割讓方式都一定會要取得臺灣與澎湖，遂建議禮密臣前往臺灣採訪。禮密臣後來在2月底離開日本，於3月21日抵達廈門，此時廈門有謠傳說日軍艦隊已經封鎖了北臺灣，後來他搭乘暫從貨船改為客船的北京號（Pecking）前往臺灣，於3月23日抵達（日軍亦在此日正式進攻澎湖本島）。

### 清朝守軍情況
澎湖廳當時守軍指揮官是澎湖鎮總兵周振邦與派來協防的候補知府朱上泮，至於兵力部分，據思痛子《臺海思慟錄》記載，臺灣巡撫唐景崧當時命澎湖鎮總兵周振邦增加募勇兩千人，候補知府朱上泮率領兩千五百人到澎湖駐守，並準備了半年左右的軍糧、新利兵器與加倍的彈藥，故可知至少在4,500人以上。而1919年的《臺灣通史》則提到周振邦底下有8營，朱上泮底下有4營，一營約500人，故兵力約有6,000人。
而日本方面的資料則顯示，日本入侵之前蒐集到的資料是澎湖有步軍12營，砲兵2營，海軍1營，日後在1907年出版的《明治廿七、八年日清戰史》則記載清朝的澎湖守軍人數在5,000人以上，分成13營、3哨，另有百餘人的糧臺親兵。而原本就駐守在澎湖的是果毅軍練營、宏字正營、宏字前營，新募或新到的有宏字副營、宏字左營、宏字右營、防軍砲隊營、定海衛隊營、定海右營、水雷營三哨、防軍左營、防軍右營、防軍前營、防軍後營。
另外澎湖廳此時有五座砲臺與一座興建中的紗帽山砲臺，守軍分駐在大山嶼（澎湖本島）以及漁翁島。此外周振邦與朱上泮所負責的防區分配，據思痛子《臺海思慟錄》記載顯示當時朱上泮駐守大城北砲臺（今拱北砲臺）及北路各口，周振邦守大小嶼、媽宮澳及南路各口。而在日方《明治廿七、八年日清戰史》的記載則顯示，朱上泮負責圓頂半島的防務，底下有定海右營（屯駐於雙頭掛社、烏崁社）、定海衛隊營（屯駐於鎖管港、鐵線尾）、防軍後營（屯駐於豬母水、雞舞塢）、防軍前營（屯駐於井仔按）、防軍砲隊營（屯駐於嵵裡社），而周振邦所負責的轄區是除了圓頂半島的澎湖本島以及漁翁島，底下有宏字正營（屯駐於媽宮城，另分出三哨分駐金龜頭、大城北、漁翁島西砲臺）、宏字左營（屯駐於媽宮城）、果毅軍練營（屯駐於媽宮城，分駐一哨在東角砲臺）、宏字右營（屯駐於東衛社，分駐一哨在大城北社，又分二哨在隘門社）、宏字前營（在漁翁島內按社東南兵營，分二哨於該島西砲臺及東砲臺）、宏字副營（在外按社）、防軍右營（在葺馬灣、小池角），此外糧臺親兵一百人與水雷營三哨（二哨在媽宮城，一哨在嵵裡社）亦歸周振邦管轄。

### 日軍備戰情況
1895年1月，下令編成進攻澎湖的混成支隊，因由大佐比志島義輝領軍，該部隊又稱「比志島支隊」。該部隊編制是由比志島義輝任支隊長，下有後備步兵第一聯隊、後備步兵第十二聯隊第二大隊、臨時山砲兵中隊、砲兵彈藥縱列、臨時彈藥縱列，於2月26日於廣島練兵場完成主力編組，受馬關聯合艦隊長官節制。3月6日該部隊在宇品港（今廣島港）搭船，3月8日17:00從馬關（今下關港）出港後於3月9日8:00抵達佐世保軍港，等待海軍集結。
此次南征的日本海軍聯合艦隊編成為本隊（松島、橋立、嚴島三艦）、第一游擊隊（吉野、高千穗、浪速、秋津洲四艦）、第四水雷艇隊、佐世保臨時水雷隊布設部、水雷母艦近江丸、造船兵器工作船元山丸、病院船神戶丸、運輸船西京丸與相模丸。而比志島支隊則由運輸船鹿兒島丸、金洲丸、小倉丸、新發田丸、豐橋丸（前述四艘為軍方徵用船）、海軍御用船萬國丸、千代丸等運輸艦運送。

## 戰役經過

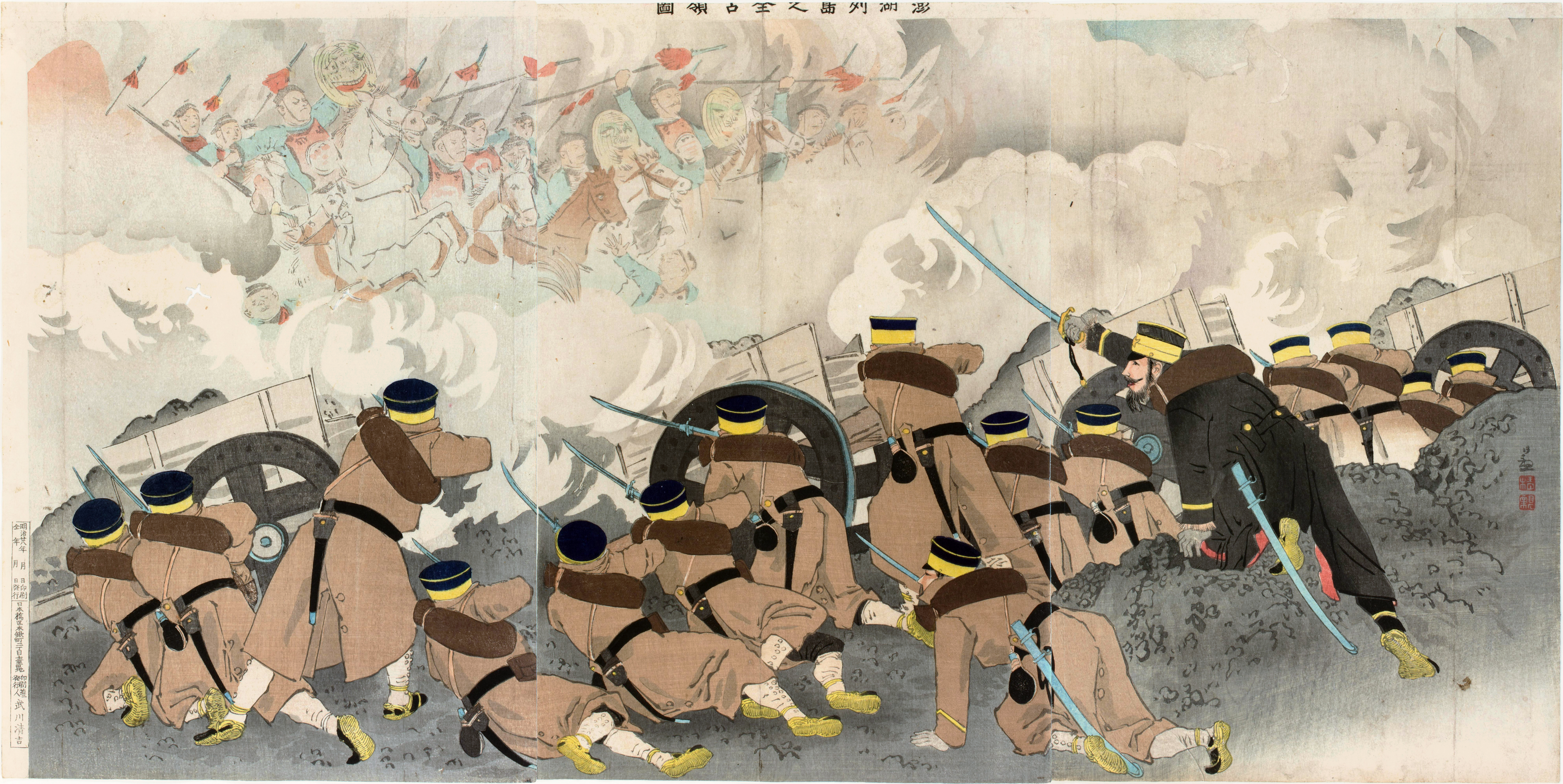
小林清親的浮世繪《澎湖列島之全占領圖》，描繪日軍與清軍在澎湖交戰的情形

1895年3月15日9:00，以松島旗艦為首，日軍南方派遣艦隊自佐世保軍港出發，因天候不佳，風浪頗大，航行相當困難，松島等艦常傾斜30°角，且有運輸船脫隊或故障等狀況。在此同時，周振邦與朱上泮於日軍出發當日接獲巡撫指示說日軍已從九州出發，將要進攻澎湖，澎湖各將領務必嚴加防備。而日軍在途經臺灣本島南端後，於3月20日15:00抵達八罩島（今稱望安島）旁的將軍澳嶼南方泊錨，而在稍早司令官東鄉平八郎已先前往調查登陸地點，14:00時抵達裡正角附近，之後又到其他地方探查，受制於天候因素，能見度不佳，僅能作大略探查。其探查結果主要是指出裡正角一帶防禦薄弱，可從此上陸，並調查砲臺配置，但媽宮港內狀況無法觀測，此外在勝知灣裡停了三艘法國軍艦。
日軍艦隊司令長官伊東祐亨在獲知情報後原本打算在3月21日就開始進行登陸作戰，於該日8:00下達作戰計劃及指令，但第一游擊隊於8:20起錨出發後不久，旗艦吉野在8:51於將軍澳嶼南方誤觸暗礁，作戰計劃遂中止，而吉野號直到日落時才脫離暗礁，艦底受損，故之後停留在將軍澳修理，並未參戰，戰役結束後的3月27日才移泊媽宮港。3月22日，風浪加大，日軍無法展開作戰，其中運輸船鹿兒島丸上自離開佐世保軍港後便開始流行的霍亂有擴大肆虐的現象。而在22日上午，漁民亦將日軍艦隊停駐在將軍澳嶼一帶的消息通報給清軍知道。

### 3月23日日軍登陸
1895年3月23日上午6:00，日軍艦隊司令伊東祐亨下令第一遊擊隊出動，隨後率本隊、西京丸及混成支隊搭的運輸艦前往大山嶼東南的裏正角，第一遊擊隊在到達目標南方後，浪速號於9:30向相距6公里遠的大城北砲臺砲擊，秋津洲與高千穗號也隨之展開砲擊，大城北砲臺亦給予還擊。艦隊本隊到達時，為避免遭到大城北砲臺擊中，開至裡正角西南約兩海里處下錨，第一游擊隊的秋津洲號則進入裡正角灣向岸上掃射。11:30，運輸艦在接近岸邊處下錨讓士兵在裡正角西邊1.4公里處的海濱登陸，大城北砲臺駐軍發現後便開始砲轟日軍登陸點。而由於日軍的砲擊，在隘門社的宏字右營二哨被流彈打到有若干死傷，而幫帶梁仕悅發現日軍開始在裡正角上岸後，向總兵周振邦提議要盡快在日軍未完全上岸時展開攻擊，周振邦遂與朱上泮商議要集結圓頂半島的兵力攻擊日軍，但朱上泮卻認為兵力分開運用可深入敵軍間，日軍侵犯圓頂半島時也可預先得知為由拒絕合作，於是周振邦急電臺灣巡撫報告全島告急，並下令在媽宮城的防軍左營、宏字左營、果毅軍練營右哨急速趕往太武山，自己也率領親兵果毅軍練營二哨趕往前線。
12:30分，日軍艦隊本隊與秋津洲號繞到東邊，浪速與高千穗號則到南邊，同時展開砲擊掩護混成支隊登陸，最後砲火於14:30歇息。而在此同時，日軍混成支隊由後備步兵第一聯隊第一大隊先行登陸，該大隊的第一、二中隊於13:00時登陸完畢，而也登陸的陸軍技術士及技工則開始架設三座臨時棧橋。
而當日軍混成支隊第一、二中隊上岸後，在岩崎之紀少佐指揮下迅速佔領了登陸點北邊約400公尺處的小高地，之後第一中隊前往菓葉鄉（今澎湖縣湖西鄉菓葉），第二中隊則往良文港方向搜索。混成支隊司令比志島義輝大佐上岸後，命令岩崎少佐攻佔良文港西北方高地，第一、二中隊遂與剛上岸的第三、四中隊出動，於14:20佔領該處。而稍後日軍後備步兵第一聯隊第二大隊上岸後，往良文港東邊田地集合。
岩崎之紀抵達良文港西北方高地後，發現若是清軍先佔據太武山（在湖西鄉西溪村）的話會影響到日軍部隊前進，遂在向比志島大佐報告後派第一大隊第一、二中隊前往太武山，在途中遇見隘門社宏字右營的清軍，雙方開始交戰，日軍隨後派作為預備隊的第一大隊第三、四中隊支援，戰況一時陷入膠著。而比志島義輝在得知消息之前，於14:30命令後備步兵第一聯隊第二大隊前往太武山，後來得知第一大隊已經與清軍交戰後，約在15:00下令第二大隊前去支援。而當日軍第二大隊第六中隊與第一大隊右方接上後，港底社南方高地出現2、300名清軍猛烈攻擊，日軍第六中隊遂約於15:30調整方向，並派第六中隊向清軍左翼展開。而由於清軍巧妙利用地物作為掩護，日軍第一大隊的射擊受阻，最後岩崎之紀下令全線上刺刀突擊，結果清軍潰敗，遺下30多具遺體撤往大城北社，而後日軍於16:20佔領太武社。
在此同時，日軍混成支隊其他部隊陸續上岸，其後備步兵第十二聯隊第二大隊於14:30上岸後，集結在尖山社東南方田地，而臨時山砲兵中隊的砲車隊與第一段列上岸後，於15:50分到尖山社東方田地集結，該部隊第二段列隨後也到此會合，臨時彈藥縱列則在16:30到達良文港東北方田地集合。之後日軍混成支隊於17:30紮營，後備步兵第一聯隊第一大隊在太武山南方高地東側，第二大隊在太武山東側，其餘部隊則在尖山社及其附近紮營，而海軍速射砲隊在上岸後亦前往尖山社，艦隊則停留在白天的位置，運輸船停在原處。
據日方的統計，清軍大約陣亡54名，日軍自己則陣亡一名，負傷十名，另外有下士以下17、8名的士兵因霍亂發作後送。

### 3月24日日軍攻佔大城北砲臺及媽宮城
1895年3月24日凌晨1點左右，根據昨晚20:00時比志島大佐的命令，尖山社一帶的部隊開始往太武山後備步兵第一聯隊第一大隊的營地移動，約於4:00時抵達，而後備步兵第一聯隊也在4:00前開拔。4:20，日軍於太武山東側下達進攻大城北砲臺與大城北社的命令。5:00，後備步兵第十二聯隊第二大隊以第五中隊為前鋒發動攻擊，第一聯隊第二大隊也同時往目標移動，前鋒於5:50前進到距大城北社250公尺處，隨後對村內與西方高地上的清軍發動攻擊。該處約500名的清軍利用地形地物還擊，但日軍仍逐漸逼近。在此同時日軍第一聯隊第二大隊也與大城北社西方與北方的清軍交戰，而臨時山砲兵中隊、海軍速射砲隊這時在太武山西側，因距離太遠打不到大城北砲臺，遂挺進到太武社西邊，開始對大城北砲臺砲擊，同時海軍速射砲隊亦對太武社西北方高地上的清軍大砲發動攻擊。
清軍為了抵禦日軍攻勢，兵力集中在大城北社西南高地山腰、大城北砲臺、砲臺西北高地三處，而日方則下令第一聯隊第一大隊急行軍，第十二聯隊第二大隊展開全面攻擊，與第一聯隊第七、八中隊同時攻入砲臺內部，隨後開始殲滅附近清軍，並在砲臺西北高地奪得兩門山砲。而在砲臺被攻陷後，日軍於砲臺集結，準備進攻媽宮城，於7:00左右從砲臺出兵。
8:20，日軍前鋒部隊在文澳社西北高地遭到火燒坪南方兵營一帶、媽宮城東角砲臺與漁翁島砲臺的清軍攻擊，日軍前鋒部隊被迫撤到高地後方尋求掩護，行動受阻。9:30分，日軍本隊抵達文澳社東方高地後方，得知前線戰況後派兵增援，並命第一聯隊第五、六、八中隊往前鋒部隊左翼前進，第十二聯隊第二大隊在前鋒部隊右方高地展開，臨時山砲兵中隊、海軍速射砲隊則佈署在文澳社東方高地。10:30分，比志島大佐下達進攻媽宮城的命令，之後日軍本隊攻破朝陽門（東門），殲滅城內清軍，佔據東角砲臺、而後日軍預備隊進城後分成兩路攻佔拱辰門（北門）與金龜頭砲臺，而後日軍於當天中午宣告攻陷佔領媽宮城。
而除了大城北砲臺一帶與媽宮城的戰鬥外，日軍在該日6:00讓聯合陸戰隊於大城北砲臺東南3,000公尺處的海岸登陸，該部隊於6:10分遭到大城北砲臺砲擊，而後日軍浪速、高千穗、嚴島三艦掩護該部隊，砲擊大城北砲臺直到7:10得知砲臺已為日軍所佔，乃改前往候角東北海域砲擊圓頂半島的清軍，而聯合陸戰隊在8:00抵達大城北砲臺後，留下一支小隊鎮守，之後前往烏崁社，佔領雙頭掛社西南800公尺處的高地，監視圓頂半島。9:00，日軍秋津洲艦到大城北砲臺東南海面聯絡陸上部隊與艦隊並支援陸戰隊，而橋立艦則去偵查港口一帶的清軍狀況，途中遭到漁翁島砲臺砲擊，但最後仍平安返回裡正角。
據日方統計，此日清軍陣亡人數至少50人，日方則主力陣亡1人，負傷17人。

### 3月25日日軍佔領漁翁島
1895年3月25日凌晨1:00，圓頂半島定海衛隊營管帶郭潤馨的降書送達，日軍回書讓其在當天8:00時受降，而後郭潤馨於9:00時率將領12人，士兵445人投降，而後又有士兵投降，共計588名官兵投降，日軍佔領紗帽山上興建中只先安裝了一門阿姆斯特朗大砲的紗帽山砲臺。而漁翁島砲臺守軍見大勢已去，便將火砲砲閂拆掉，槍械彈藥丟入海中，然後逃離澎湖。之後因民眾進入砲臺搜刮，誤讓火藥庫爆炸，此時約為13:00。14:00，日軍修復金龜頭砲臺設備，砲擊漁翁島的砲臺，並無反應。16:00，日軍發現三艘小船，派海軍速射砲隊前往漁翁島偵查後，確認該島連同東、西砲臺（西嶼東臺、西嶼西臺）已無清軍，至此澎湖群島完全落入日軍手中。

## 後續發展
日軍攻陷澎湖後，擄獲清朝澎湖守軍兵器共計有：海岸砲18門、格林砲4門、銅製克氏野戰砲12門、青銅砲1門、鑄鐵野戰砲98門、毛瑟槍2463挺、要塞砲彈1,222發、野砲彈868發、毛瑟槍子彈97萬發、格林砲彈68,500發。又日軍戰死者其實很少，但是因為傳染病散播，所以日軍的死亡人數在1895年5月時共計達到1,257人。
此外日軍在1895年3月26日設置了「澎湖列島行政廳」作為澎湖的統治機構，廳長為海軍少將田中綱常，同日並將先前收容的俘虜釋放，不過對圓頂半島的清軍則是到3月28日才釋放下士以下的俘虜。又4月30日日軍艦隊司令伊東祐亨因三國干涉還遼之事率艦隊返回日本佐世保，留下混成支隊與第四水雷艇隊，之後由比志島義輝指揮部署澎湖防務。
5月31日駐澎日軍接獲首任臺灣總督樺山資紀從臺灣三貂角發出的訓令，隔天收到日軍大本營的電報，駐澎日軍即刻改歸臺灣總督直轄，之後在樺山資紀命令下，混成支隊步兵第十二聯隊第二大隊第五、六中隊留下守衛澎湖，除了病患、相關人員等之外的混成支隊士兵於6月3日從媽宮港出發，隔天抵達雞籠，在向臺灣總督報到後，於6月9日上陸負責基隆一帶的守備。

## 相關史蹟
- 龍門裡正角日軍上陸紀念碑：二次大戰後被改為臺灣光復紀念碑[7]。
- 林投日軍上陸紀念碑：二次大戰後被改為抗戰勝利紀念碑[8]。
- 混成枝隊陸軍軍人軍屬合葬之墓（千人塚）：在今馬公國中大禮堂附近的高地，墓園內共有七座合葬土墓，埋葬澎湖之役到該年6月25日期間的死亡者，其埋葬總人數有二說，分別是1,248人與1,591人，因此又稱為千人塚[2]。千人塚由是由支隊長設計，但支隊在墓塚動工前奉令移防台灣，故由留守的中隊辦理興建，千人塚在1895年6月3日動工，同月29日完工。墓園約有一萬多坪，墓園大門正對馬公城，中央偏東處設有紀念塔，塔正面刻有支隊長所題的「混成枝隊陸軍軍人軍屬合葬之墓」等字[9]。
- 萬歲井：媽宮城舊演武場旁，是日軍佔領媽宮城後天氣炎熱，疾病流行，只有這口井乾淨可用，遂勒石紀念[2]。
- 朝陽祠：紀念清末兵勇洪鑑堂的祠廟，相傳洪鑑堂是被1895年進城的日本士兵殺害身亡的[10]。

## 其他
澎湖之役發生期間，有法國軍艦在澎湖出沒，而關於法軍的動向，思痛子《臺海思慟錄》記載說在3月6日（農曆二月初十）時，法國軍艦來到澎湖，軍隊上岸後「與振邦、上泮談宴極歡，邀遊砲臺，巡視海口，彼此贈貽而去。」，結果法軍其實是日軍的嚮導，是上岸來幫日軍探查清軍虛實的，而日軍攻澎的第一天，法國軍艦還在海口外觀戰。而伊能嘉矩的《臺灣文化志》裡則說，此時在澎湖的法國軍艦是巡洋艦「Beautemps」與「Beaupre」，而與之互動的是澎湖廳通判陳步梯與副將林福喜，法軍人員則告知他們說日軍已經前來攻打澎湖，倘若將澎湖讓與法國，便可避免日軍進佔，等事情過去後法國會再把澎湖還給清國，然當時負責南臺灣防務的是中法戰爭名將劉永福，自然回拒了法軍的提議。
另外在澎湖之役首日，日本軍艦在戰鬥中改到裡正角西南約2海浬下錨集結的情景，被清軍誤以為是日軍敗退，朱上泮還發電報給巡撫唐景崧報捷，唐景崧不察，亦發電報上奏，保朱上泮作道員，澎湖公庫並發銀2萬兩犒軍。後在3月24日，朱上泮在日軍進攻大城北社時受傷，左腿受傷的他被親兵救出，後來朱上泮從澎湖逃到了臺南，原本唐景崧要治他的罪，但因為他受傷而免遭論處。而朱上泮逃走後，總兵周振邦與通判陳步梯也在之後逃離澎湖，其中周振邦在鹿港上岸，被認為要加以嚴議，遂被押送到福建，還得負責賠償濫發的2萬兩賞格。